# Разградский, Григорий Данилович
Григорий Данилович Разградский (1830 — 08.01.1897, Одесса) — офицер Российского императорского флота, участник Амурской экспедиции, исследователь Дальнего Востока. Возглавлял Александровский (ныне с. Де-Кастри) и Мариинский (ныне с. Мариинское) посты в Приамурском крае и пост Дуэ на Сахалине. Во время Крымской войны возглавлял оборону Де-Кастри от английских военных кораблей.

## Биография
Родился в 1830 году.
С 3 октября 1842 года — кадет 1-го штурманского полуэкипажа; 8 апреля 1851 года был произведён в прапорщики Корпуса флотских штурманов. Служил в Финском заливе на фрегате «Паллада» и на шхуне «Дождь»; 19 декабря 1851 году произведён в подпоручики с переименованием в мичмана и назначением в 46-й (сибирский) флотский экипаж.

### В чине мичмана Амурская флотилии (1853—1857)
В 1852 году в составе команды корвета «Оливуца» прибыл на Дальний Восток; 18 июля 1852 года «Оливуца» стал на рейде Петровского зимовья и в этот же день по требованию Г. И. Невельского мичманы Г. Д. Разградский и А. И. Петров были направлены в состав Амурской экспедиции. Этим же летом Разградский поднялся по Амуру до Хунгари (ныне река Гур) и объявил местному населению о принадлежности этого края России. 15 ноября Разградский с А. П. Берёзиным по заданию Г. И. Невельского отправился вверх по Амуру с целью разведывания путей, ведущих с Амура к заливу Хаджи (ныне залив Советская Гавань). Для облегчения провоза запасов на 7 месяцев в селении Кэтово (где позже был основан Мариинский пост) у озера Кизи был сделан склад. У местных жителей Разградский выяснил, что в залив Хаджи действительно есть путь от устья реки Хунгари: нужно подняться вверх по ней до перевала реки Мули, затем перейти на реку Тумнин, которая впадает в Татарский пролив, недалеко от залива Хаджи. 18 декабря Разградский вернулся в Петровское зимовье. Через два дня туда прибыл лейтенант Н. К. Бошняк.
Выехавший 15 февраля 1853 года Н. К. Бошняк с казаками Семёном Парфентьевым, Киром Белохвостовым и переводчиком, якутом Иваном Мосеевым 2 марта добрался до оставленного Разградским склада в селении Кэтово, откуда взял третью часть — 70 пудов груза и 5 марта прибыл в бухту Сомон в заливе Де-Кастри (ныне залив Чихачёва). 9 марта к нему присоединился Разградский, унтер-штейгер Иван Блинников с гиляком Афанасием Романовым, которые совместно с отправленными ранее назад в Кэтово казаками Парфентьевым и Белохвостовым доставили остальную часть снабжения. На следующий день Разградский уехал с донесениями для Невельского, взяв с собой всех собак кроме восьми, предназначенных в подарок туземцам. 26 апреля прибыл в Николаевское и уже в мае по поручению Невельского совместно с А. И. Ворониным выполнил промер глубин на фарватере Амурского лимана. Затем он командирован в залив де-Кастри, где 18 июня сменил в должности начальника Александровского поста Н. К. Бошняка. Зимой 1853—1854 гг. возглавил Мариинский пост (ныне с. Мариинское в Хабаровском крае), основанный в августе 1853 года на озере Кизи. Исследовал при этом бассейн р. Хунгари и пути, ведущие в залив Хаджи.
В июне 1854 года командирован на байдарке вверх по Амуру от Мариинского поста для встречи парохода «Аргунь» с генерал-губернатором Н. Н. Муравьёвым на борту. Встреча состоялась 22 июня и Заградский снял с каравана часть военных, оставив гарнизон из 30 человек в Уссурийском посту и 10 человек в Сунгарском посту. По возвращении в Мариинский пост оставлен там для сношений с маньчжурами и управления туземцами. В том же году награждён орденом Святого Анны 3 степени.
1 сентября 1855 года мичман Разградский назначен начальником Кизинского округа по гражданской части и во время Крымской войны отвечал за оборону Александровского поста: в начале октября в залив Де-Кастри зашла эскадра из трёх английских кораблей. 500 казаков при двух пушках под командой подполковника Сеславина и сводная команда из моряков и членов поста под командой Г. Д. Разградского отразили атаку десанта во время высадки на берег. После этого корабли начали бомбардировку Александровского поста, но в основном мыса, но ощутимого ущерба не нанесли. В конце октября неприятельские корабли ушли в море. За успешную героическую оборону поста в ходе Восточной кампании мичман Г. Д. Разградский был награждён орденом Святой Анны 4 степени «за храбрость».
В конце 1855 года мичман Разградский по личному приказу В. С. Завойко был направлен в Императорскую гавань для затопления фрегата «Паллада». Когда Разградский находился в Мариинском посту, то Г. И. Невельской приостановил исполнение приказа и отослал Разградского обратно с посланием: «В уничтожении фрегата „Паллада“ не предстоит ныне пи малейшей крайности, потому что до вскрытия Императорской гавани, до мая месяца 1856 года, может последовать перемирие и даже мир, а потому нужно только доставить туда просимые Кузнецовым продовольственные запасы, что весьма легко сделать по пути, идущему в Императорскую гавань…». 16 декабря 1855 года, когда Г. Д. Разградский встретился с В. С. Завойко, тот всё же не отменил своего приказа, указав что это не его распоряжение, а приказ свыше. 17 января 1856 года Разградский исполнил данный приказ прорубив днище фрегата, и освободив корпус ото льда на том месте, где судно стояло в бухте Постовая. После этого с начальником охраны фрегата корпуса флотских штурманов подпоручиком Д. С. Кузнецовым и его командой 1 марта 1856 года ушел из гавани и 20 марта возвратился в Николаевск.
В 1856 году занимался изготовлением маньчжурских лодок для подъёма войск вверх по Амуру и руководил строительством 8 почтовых станций между Николаевском и Мариинским. В мае 1857 года на пароходо-корвете «Америка» отбыл из Николаевска на Сахалин, где приказом от 25 мая был назначен начальником поста Дуэ и заведующим работами на каменно-угольных копях. Позже был отправлен в Иркутск с депешами к генерал-губернатору Восточной Сибири Н. Н. Муравьёву.

### В чине лейтенанта Амурской флотилии (1858—1866)
1 января 1858 года произведён в лейтенанты 27-го флотского экипажа, а также назначен старшим адъютантом морского управления при Штабе войск Восточной Сибири. Приняв из провиантской комиссии 100 000 рублей, доставил их к контр-адмиралу П. В. Казакевичу в Николаевск. 14 декабря 1858 года за труды по устройству Приамурского края Разградский награждён орденом Святого Владимира 4-й степени, а за пятилетнюю службу на Амуре ему назначена пожизненная ежегодная пенсия в 145 рублей в год.
Летом 1859 года назначен командиром шхуны «Восток», ходил на ней между сахалинскими постами, Де-Кастри и Николаевском.
В 1860 году в должности старшего офицера на пароходо-корвете «Америка» ходил по тихоокеанским портам до берегов Японии. В 1861—1865 годах командовал пароходами «Аргунь», «Онон» и «Генерал Корсаков» на р. Амур. В 1862 году награждён орденом Святого Станислава 2 степени.
С 10 октября 1865 года в течение двух лет заведовал Муравьёвской гаванью (затоном) на реке Шилка, недалеко от Сретенска.

### В чине капитан-лейтенанта (1866—1874)
23 января 1867 года произведён в капитан-лейтенанты и прикомандирован к морскому управлению штаба Восточной Сибири. Со следующего года утверждён в должности начальника морского управления штаба Восточной Сибири.
В 1869 году за десятилетнюю службу в амурской флотилии ему разрешена пенсия по 360 рублей в год, а 18 октября того же года переведён в Балтийский флот с зачислением 8-й флотский экипаж. Назначен в помощники к капитану 1-го ранга А. С. Сгибневу для подготовки полного отчёта о кругосветных плаваниях судов в 1857—1867 гг.. 10 мая 1871 года зачислен в резерв флота.

### После отставки
16 декабря 1874 года произведён в чин капитана 2-го ранга с увольнением со службы. Переехал в Одессу и поступил на Одесскую юго-западную железную дорогу.
Умер 8 (20) января 1897 года в Одессе, похоронен на Новом кладбище.

## Память
- В честь Разградского назван юго-западный входной мыс бухты Мелководная (42°50′0″ с. ш. 133°36,1′ в. д.) на северо-западном побережье Японского моря. Нанесён на карту и назван в 1860 году экипажем шхуны «Восток»[14], которой лейтенант Разградский командовал в 1859 году.
- 26 октября 1897 года имя Г. Д. Разградского было занесено на бронзовую доску памятника Невельскому во Владивостоке[9].